# خالد القشطيني
خالد القشطيني، (ولد في مدينة بغداد عام 1929م - توفي 3 حزيران/يونيو 2023م) صحفي وكاتب ومؤلف عراقي. تخرج من كلية الحقوق عام 1953. كتب خالد القشطيني عدة مسرحيات وكتب باللغتين العربية والإنجليزية، ومسرحيته «تحت ظلال البطالة» عُرضت في بغداد عام 1959. فاز بجائزة العامود الصحفي المقدمة من جائزة الصحافة العربية في الإمارات عام 2015. أقام خالد القشطيني في المملكة المتحدة، وعمل في صحيفة الشرق الأوسط اللندنية، إلى أن وافاه الأجل.

## السيرة الذاتية
ولد خالد القشطيني في الكرخ من بغداد عام 1929، وكان والده معلما، ويعود له الفضل في تثقيف وتعليم ولده. تخرج من كلية الحقوق في عام 1953، وفي معهد الفنون الجميلة قسم الرسم عام 1952، ثم حاز على بعثة حكومية لدراسة الرسم والتصميم المسرحي في بريطانيا، ودرس هاتين المادتين حتى عام 1957. عاد بعدها إلى العراق للتدريس في معهد الفنون الجميلة، ثم غادر العراق عام 1959، والتحق بالإذاعة البريطانية وبقي بها حتى سنة 1964. عندما استقال، تفرغ خالد القشطيني لكتابة المسرحيات وكتب عدة مسرحيات باللغتين العربية والإنجليزية، وعرضت مسرحيته «تحت ظلال البطالة» في بغداد عام 1959. امتاز أسلوبه في الكتابة بالسخرية والفكاهة، وكثيرًا ما تناول المواضيع الاجتماعية والسياسية. دراسته المزدوجة أعطته ازدواجية في اهتماماته الفكرية، حيث نشر عدة كتب سياسية بالعربية والإنجليزية منها: «الحكم غيابا» و«فلسطين عبر العصور» و«نحو اللاعنف» وقدم أيضا مساهمات عدة في المجال الأدبي والفني حيث كتب عدة كتب باللغتين منها: «الساقطة المتمردة». وله أيضا بعض المسرحيات في اللغتين منها: «نقطة عبور جسر اللنبي» و«البرميل». نُشرت له أيضاً عدة مقالات تمتاز بالسخرية والفكاهة منها: «هموم مغترب» و«عالم ضاحك» و«سجل الفكاهة العربية» و«صباح الخير» ونشر أيضا قصص قصيرة بنفس الأسلوب. اشتهر في سنواته الأخيرة بزاويته الساخرة في صحيفة الشرق الأوسط المعروفة باسم «صباح الخير» و«أبيض وأسود»، وله أيضاً عدة ترجمات لكتب سياسية مختلفة. صدرت له رواية في بريطانيا عام 1997 باللغة الإنجليزية باسم «حكايات من بغداد القديمة - أنا وجدتي»، وبعدها أصدر أيضاً مجموعة قصص باللغة العربية باسم «من شارع الرشيد إلى أكسفورد استريت - حكايات للضحك والبكاء». كتب خالد القشطيني عدة مقالات في صحف ومجلات منها: صحيفة الشرق الأوسط، وصحيفة اللواء، وصحيفة الوفد، ومجلة المجلة، وصحيفة العربية، وصحيفة القوات اللبنانية، وصحيفة الأمواج، ومجلة الاداب، ومجلة آفاق عربية، ومجلة العربي، ومجلة القاهرة، ومجلة الناقد، وصحيفة يورو تايمز وصحيفة اليوم. أقام خالد القشطيني في بريطانيا، إلى أن وافاه الأجل.

## أعماله
من أعماله:
- فكاهات الجوع والجوعيات، دار الحكمة، لندن، 2011.[9]
- على ضفاف بابل، دار الكوكب، 2008.[10]
- من شارع الرشيد إلى إكسفورد ستريت، قصص للضحك والبكاء، دار الحكمة، لندن، 1999.[11]
- أيام عراقية، الدار العربية للعلوم - ناشرون، المجلس العراقي للثقافة، الجزائر، 2011.
- السخرية السياسية العربية، دار الساقي، لبنان، 1992.[12]
- حكايات من بغداد القديمة، دار الحكمة، لندن، 2006.[13]
- الظُرف في بلد عَبوس، دار المدى، العراق، 2012.[14]
- ما قيل وما يقول، دار الحكمة، لندن، 2001.[15]
- من جد لم يجد، دار الحكمة، لندن، 2003.[16]
- من أجل السلام والإسلام، الدار العربية للعلوم ناشرون، بيروت، 2017.[17]
- عالم ضاحك... فكاهات الشعوب ونكاتها، دار الحمراء، 1991.[18]
- الساقطة المتمردة: شخصية البغي في الأدب التقدمي، دار الحمراء، 1991.[19]
- الوقت في العراق وإنجلترا، دار الحكمة، لندن، 2013، (العنوان الأصلي:Time in Iraq and England).[20]
- تكوين الصهيونية، المؤسسة العربية للدراسات والنشر، بيروت، 1996.[21]
- أيام فاتت، دار الحكمة، لندن، 2004.
- التجربة الديمقراطية في عمان، دار الحكمة، لندن، 2006.
- الجذور التاريخية للعنصرية الصهيونية، ، المؤسسة العربية للدراسات والنشر، بيروت، 1981.
- نحو اللاعنف، دار الحكمة، لندن، 2018

## الجوائز
- جائزة العامود الصحفي المقدمة من جائزة الصحافة العربية بالإمارات عام 2015.[5]